# Tam Echo Tam
Tam Echo Tam est un groupe a cappella créé à Bruxelles en 1993.

## Membres
- Larbi Alami (Maroc/Belgique)
- Aline Bosuma (Congo/Guyane)
- Valérie Lecot (France)
- Daniel Vincke (Guyana/Belgique)

Le répertoire du groupe est majoritairement constitué de créations empruntant à divers courants musicaux (world music, chanson française, pop, jazz ...) et chantées en plusieurs langues : français et anglais surtout, mais aussi l'italien, l'espagnol, le lingala et le néerlandais).
Lauréat de la première édition de la Biennale de la chanson française en 1994, Tam Echo Tam a depuis, écumé les scènes de plusieurs contrées : Belgique, France, Suisse, Allemagne, Italie, Espagne, Danemark, Congo Kinshasa...
Depuis 2008, le groupe propose également un spectacle destiné au jeune public : « Le chant des Possibles ».

## Discographie
- « A Capella » (Lyrae/Universal) en 1994
- « Be your friend » (Universal) en 1997
- « Century Vox » (Universal) en 2003
- « Allumer L'humain » (Alone records) en 2009

Le single « Week end éternel » extrait de Century Vox est sans doute la chanson la plus connue du grand public du fait de sa large diffusion sur les ondes au moment de sa sortie.